# (9001) Slettebak
(9001) Slettebak (1981 QE2) – planetoida z pasa głównego asteroid okrążająca Słońce w ciągu 3,49 lat w średniej odległości 2,3 au. Odkryta 30 sierpnia 1981 roku.